# Mandana Karimi
Manizhe Karimi, más conocida como Mandana Karimi (en persa: ماندانا کریمی‎; Teherán, Irán; 19 de marzo de 1988) es una modelo y actriz iraní radicada en Mumbai (India). Después de trabajar en proyectos de modelo por todo el mundo, apareció como protagonista en la película de Bollywood, Bhaag Johnny. Karimi Actualmente está trabajando como concursante en un espectáculo de televisión hindú, Bigg Jefe 9.

## Primeros años
Es hija de padre indio, Reza Karimi, y una madre iraní, Saba Karimi. Fue criada en Teherán. Ella dijo en una entrevista: «nací en una familia musulmana conservadora y mientras crecía, era muy tímida y tranquila. Estudié arte. Pasaba la mayoría del tiempo en mi habitación jugando con papeles, cámaras y colores». Sobre su conexión india comentó: «había venido a la India muchas veces, a visitar a mi familia o en vacaciones. También, cuando empecé a trabajar como modelo, conseguía ofertas de la India pero nunca fueron interesantes». Siendo medio oriental, según se dice ha visto ha visto muchos conflictos y trastornos emocionales mientras crecía.

## Carrera
Karimi empezó su carrera como azafata, y más tarde dejó ese trabajo para seguir una carrera como modelo. En 2010, después de trabajar en varios proyectos de modelo internacional, fue a Mumbai para un contrato de modelo de tres meses. Sobre su experiencia en la India dijo, "Tuve una experiencia diferente, quedándome sin mi familia. Me encantó absolutamente! El trabajo era grande, pero en aquel tiempo, tuve otros contratos alrededor del mundo. Entonces, en 2013, decidí trasladarme a Mumbai y probar como actriz."
Karimi ha hecho anuncios de televisión con Shahrukh Khan, Saif Ali Khan, Kareena Kapoor, Shahid Kapoor y Arjun Kapoor.
En febrero de 2015, hizo una aparición especial en la película Roy. Después de ese año, en septiembre, su película Bhaag Johnny fue estrenada. Ella también ha aparecido en la película de octubre de 2015, Principal Aur Charles, donde hizo el papel de ayudante de Charles Sobraj. La próxima película de Mandana, Kyaa Kool Hain Hum 3, una comedia de sexo, donde ella hace el papel de una chica Punjabi, todavía está esperando su estreno.
Karimi actualmente está trabajando para un reality de televisión, Bigg Jefe 9, donde un grupo de celebridades de distintas profesiones viven juntos en una gran casa. Uno de los concursantes será eliminado cada semana, basándose en los votos del público. El espectáculo estuvo en antena en octubre de 2015 en Colores.

## Vida personal
En una entrevista, Karimi dijo, "La primera película que miré era Sholay cuándo tenía 8 o 9 años. Mi padre era uno de las pocas personas en Irán que poseía una cinta de la película, aunque el gobierno no permitía guardar casetes de vídeo." Ella comentó además, "Principalmente, he crecido viendo películas iraníes, especialmente de directores como Majid Majidi y mi actriz favorita es Golshifteh Farahani."
En julio de 2016, Karimi se comprometió con Gaurav Gupta, un empresario indio de Mumbai. La pareja se casó en marzo del año siguiente. Se convirtió del islam al hinduismo por elección de su suegra y cambió su nombre de Manizeh a Mandana.

## Filmografía

### Películas
| Año  | Película              | Papel          | Notas              |
| ---- | --------------------- | -------------- | ------------------ |
| 2015 | Roy                   | Novia de Kabir | Aparición especial |
| 2015 | Bhaag Johnny          | Rachel D'costa |                    |
| 2015 | Principal Aur Charles | Liz            |                    |
| 2016 | Kyaa Kool Hain Hum 3  | Shaalu         |                    |
| 2016 | Xuanzang              | Rajyashri      |                    |

### Televisión
| Año     | Espectáculo        | Papel      | Nota                           |
| ------- | ------------------ | ---------- | ------------------------------ |
| 2015–16 | Bigg Boss 9        | Ella misma | 3e lugar (23 de enero de 2016) |
| 2016    | Comedy Nights Live | Elle-même  | Invitada                       |